# Seabrook Island
Seabrook Island é uma cidade  localizada no estado norte-americano de Carolina do Sul, no Condado de Charleston.

## Demografia
Segundo o censo norte-americano de 2000, a sua população era de 1250 habitantes.
Em 2006, foi estimada uma população de 1192, um decréscimo de 58 (-4.6%).

## Geografia
De acordo com o United States Census Bureau tem uma área de
18,3 km², dos quais 15,7 km² cobertos por terra e 2,6 km² cobertos por água.

## Localidades na vizinhança
O diagrama seguinte representa as localidades num raio de 20 km ao redor de Seabrook Island.